# Šťavnatka načervenalá
Šťavnatka načervenalá (Hygrophorus erubescens) je druh houby z čeledi šťavnatkovité (Hygrophoraceae). V Červeném seznamu hub České republiky je druh uveden jako ohrožený.

## Znaky
Klobouk má v průměru 2-10 cm, nejprve polokulovitý, poté vyklenutý až plošně rozložený. Okraje jsou podvinuté. Pokožka je radiálně vláknitá, suchá či lehce oslizlá, barevně přechází od bílé přes vínovou až fialovorůžovou, místy může být žlutě skvrnitý.
Bílé, smetanové až červenavé, růžově skvrnité lupeny jsou u třeně sbíhavé, na klobouku středně hustě uspořádané, ostří je výrazněji červené. Výtrusný prach je bílý.
Třeň je 3-10 cm dlouhý, pevný, válcovitý, bílý až žlutý, Mladé plodnice na svém třeni mají červené až nafialovělé kapičky, které u dospělých plodnic zasychají a lehce světlají.
Dužnina bílá, žlutavá až načervenalá, pevná, vůně je nevýrazná, chuťově mírně hořká.

## Užití
Jedlý druh.

## Ekologie
Na kyselých, vápnitých, (pod)horských stanovištích roste tato houba od července do října. Ze stromů preferuje smrky. 

## Rozšíření
Výskyt druhu byl popsán v Severní Americe, Evropě, Rusku a Japonsku.

## Galerie

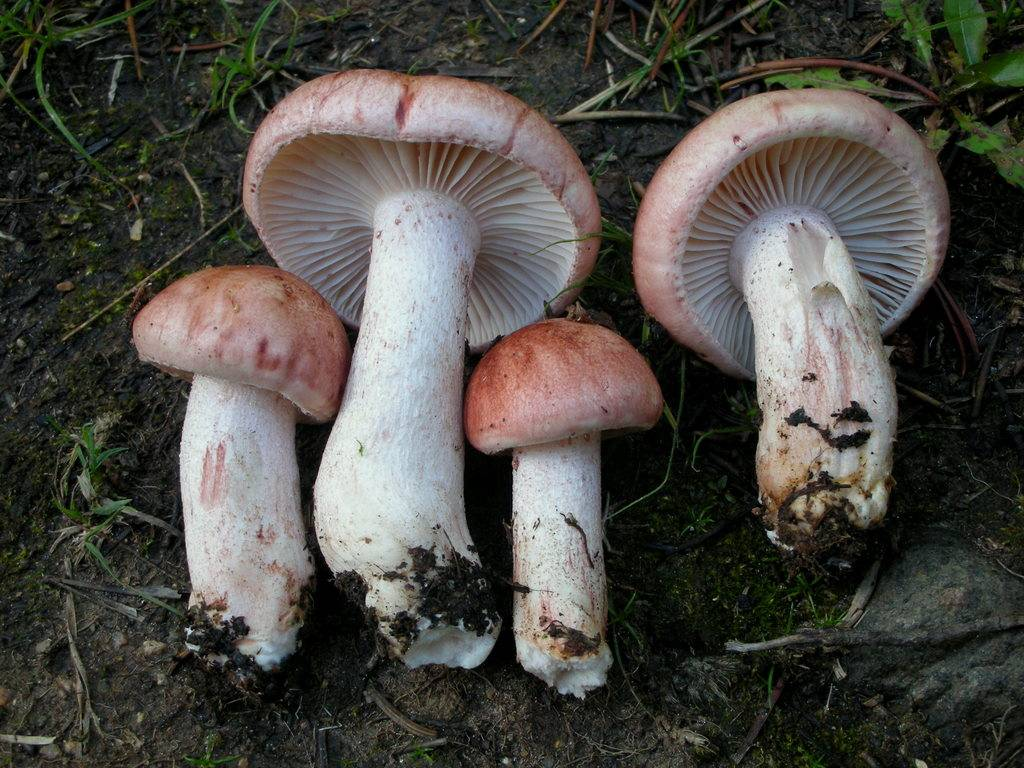
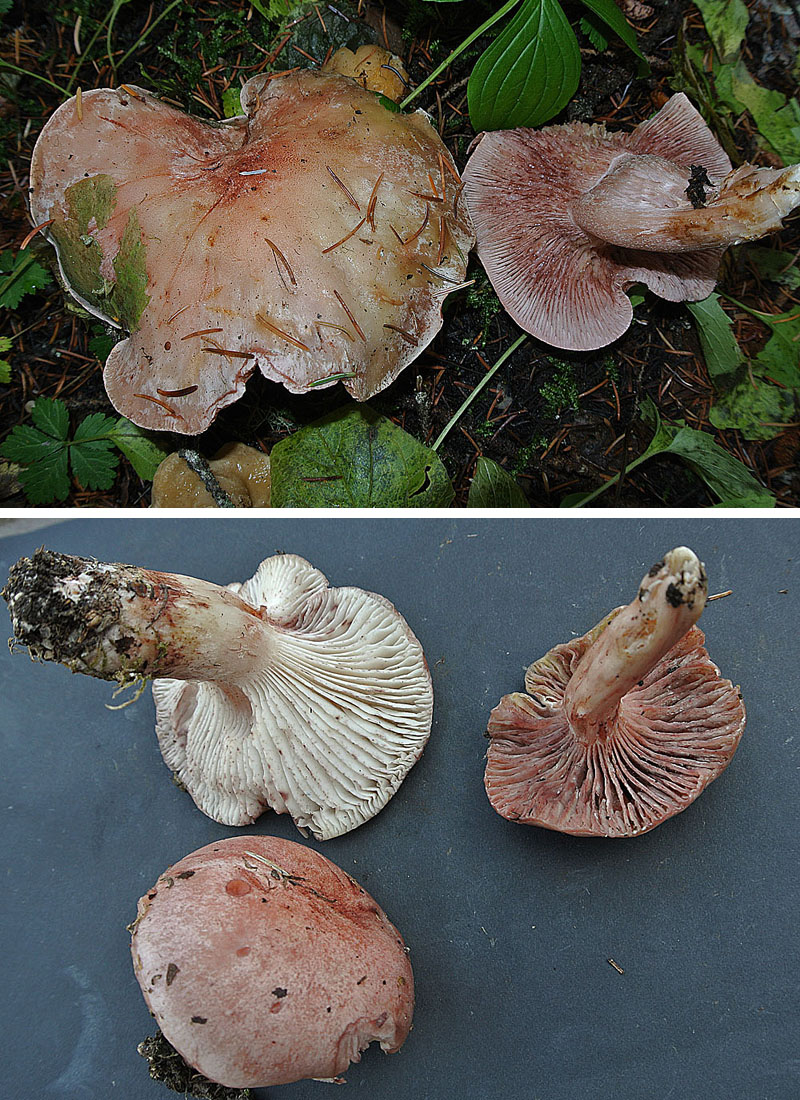

## Možnost záměny
- Šťavnatka holubinková (Hygrophorus russula)
- Šťavnatka růžová (Hygrophorus persicolor)
- Šťavnatka vínová (Hygrophorus capreolarius)